# XC-120試驗機
XC-120背包飛機（英語：Packplane)是一架美國基於C-119運輸機基礎研製的實驗性運輸機，其最大的特點為可分離的外掛貨倉。該機僅生產一架原型機，並最終被拆解。

## 發展
50年代初，美國軍方提出外掛式貨櫃的構想。計畫中，他們將C-119的機腹鏟平，並將外掛貨櫃固定於此。起落架則以2x2的剪刀式起落架置於機側。
在試飛後，美軍發現其飛行性能在除去貨櫃後極其不穩，因而擱置該計畫。不久後，韓戰爆發，使得費爾柴德徹底放棄該計畫。最終，原型機遭拆毀。該機理念最終影響CH-54的誕生。
而C-120的量產版本被指定為C-128，但隨著C-120的失敗，這計畫無下文了。

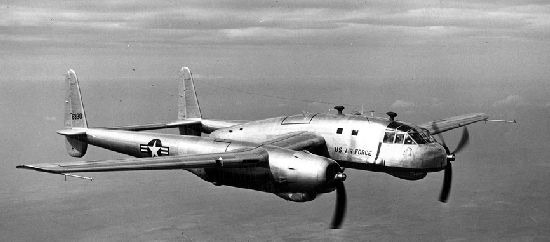
沒有裝載貨物艙的XC-120

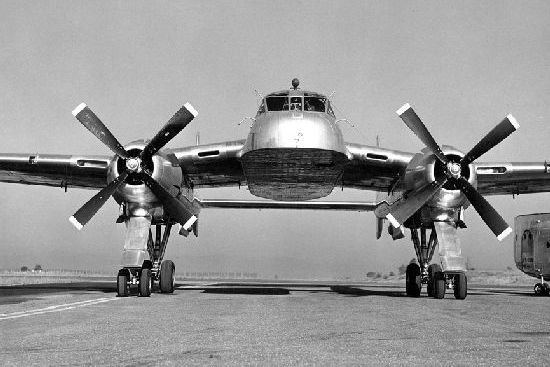
XC-120的正面

## 外部連結
- Video about the XC-120 （页面存档备份，存于）
- 短片 Big Picture: Chinese Reds Enter the Korean War 可在互联网档案馆自由下载 Contains segment about the plane.